# Ганапольский, Матвей Юрьевич
Матве́й Ю́рьевич Ганапо́льский (при рождении Марго́лис, укр. Матвій Юрійович Ганапольський (Марголіс); род. 14 декабря 1953, Львов) — советский, российский и украинский журналист, режиссёр театра и кино, общественный деятель. Ведущий радиостанции «Эхо Москвы» (1991—2022), грузинского телеканала «ПИК», крымскотатарского телеканала «ATR», украинского телеканала «NewsOne» (с сентября 2015 года по январь 2017 года), «Радио Вести» (с марта 2014 года по 31 декабря 2015), «Радио «Эра» (с марта 2016 года по 2018), телеканала «Прямой» (с августа 2017 года). Колумнист газеты «Московский комсомолец» в 2010—2015 годах, сайта TSN.ua в 2010—2016 годах.

## Биография
Родился во Львове в семье рабочих, учился в 6-й средней школе Львова и 193-й в Киеве.
Родители — Юрий Марголис и Дина Левина.  Мать была одной из спасшихся в Бабьем Яру.
Изначально учился на актёрском факультете ВТУ им. Б. В. Щукина, но вскоре покинул вуз. Впоследствии учился в училище эстрадно-циркового искусства в Киеве  и на режиссёрском факультет ГИТИСа, который окончил в 1981 году.
Работал режиссёром в Киевском и Московском театрах эстрады, детской редакции Гостелерадио СССР. Так, в 1987 году в Киеве он поставил спектакль «Али-Баба и сорок песен персидского базара», а в 1991 году на фирме «Мелодия» вышли три пластинки из серии «Следствие ведут Колобки» (запись 1987 года), где он был режиссёром и озвучил Колобка.
В 1989 году был автором текстов двух песен на музыку Александра Синицкого, которые исполнил Валерий Панков: «Аккордеон» и «Счастья вам, друзья».
Долгое время работал на АТВ. Автор многих телепроектов, вёл различные развлекательные и политические шоу. С 1991 по 2022 год по приглашению Сергея Корзуна работал на радиостанции «Эхо Москвы».
В 2001 году как кинорежиссёр снял новогоднюю комедию «С точки зрения ангела» с Эдуардом Радзюкевичем в главной роли, телепремьера фильма состоялась на РТР 7 января 2002 года.
После аннексии Крыма Россией в марте 2014 года окончательно вернулся из Москвы в Киев; получил 20 июля 2016 года украинское гражданство. 18 марта 2014 года стал радиоведущим украинской радиостанции «Радио Вести», оставшись при этом обозревателем российской станции. На «Радио Вести» проработал по 31 декабря 2015 года. С сентября 2015 по январь 2017 года — ведущий программы «Эхо Украины» на украинском телеканале «NewsOne».
С 1 марта 2016 года — ведущий украинской радиостанции Радио «Эра». С августа 2017 года — ведущий украинского телеканала «Прямий» (выходит в украинском эфире и в интернете).
С 25 июня 2018 года вёл на радио «Пятница» социальное ток-шоу «Моя хата не з краю».
5 апреля 2022 года Минюст России внёс Ганапольского и журналиста Евгения Киселёва в список физических лиц — «иностранных агентов». Они стали первыми людьми, внесёнными именно в этот список, а не в список СМИ — «иностранных агентов».

## Личная жизнь
Первый брак (с ноября 1986 г.) — Ирина Николаевна Ганапольская (ум. в 1996 г.). Марголис впоследствии взял фамилию жены.
Михаил (род. 1981), сын супруги от предыдущего брака, усыновлённый Ганапольским. Выпускник операторского факультета ВГИКа, вёл передачу «Акуна матата» на РТР вместе с отцом, работает оператором на нескольких телеканалах.
Второй брак — Тамара Шенгелия, музыкант и журналистка, была директором Центральной музыкальной школы им. З. Палиашвили, также работала на радиостанции «Эхо Москвы». Шурин  (брат жены)  — кинорежиссёр Резо Гигинеишвили. Дети:
Дочь Екатерина Шенгелия (род. 1999), окончила американскую школу с гуманитарно-социальной направленностью, вместе с отцом вела ток-шоу «18 минус» на телеканале «Прямой».
Сын Александр (род. 2003), окончил школу Oaks Christian.

## Телевидение
- «Бомонд» (1992—1996) (Останкино, ОРТ)
- «Выбери меня» (1993, 1995) (ТВ-6)
- «Бои гладиаторов» (1995—1996) (РТР)
- «Пойми меня» (30.08-06.09.1995) (ОРТ)
- «Большое Времечко» (1996—1997) (НТВ)
- «Давайте обсудим» (1998) (Интер)
- «Акуна матата» (1998—2000) (РТР)
- «Детектив-шоу» (1999—2003) (ТВ-6, ОРТ, ТВЦ)
- «Народ хочет знать» (2003—2004) (ТВЦ)[25][26]
- «Российская панорама» (2003—2007) (RTVi)[27]
- «Спорная территория» (2005—2008) (МТРК «Мир»)
- «На пике событий» (2011—2012) («Первый Информационный Кавказский»)
- «Цивилизация» (2012) («Первый Информационный Кавказский»)
- «Московские встречи» (2012—2013) (ATR)
- «Место действия» (2014) (112 Украина)
- «Эхо Украины»[28] (2015—2022) (NewsOne, Прямой)
- «18 минус» (2018—2019) (Прямой)
- «МЕМ» (2018—2019) (Прямой)
- «Велика середа» (2021—2022) (Прямой)
- «Пiдсумки» / «Люди вiйни» (с 2022 года) (Прямой)

## Радио

### «Эхо Москвы» (1991—2022)
- «Бомонд» (1991—2003, 2006)
- «Радиомолодушка» (1991—1999)
- «Московский хор» (1991—2000)
- «Особое мнение» (2000—2012, ведущий, позже частый гость)
- «Горячий привет» (2000—2001)
- «Ищем выход» (2001—2011)
- «Своими глазами» (2004—2007)
- «Кухонные тайны» (2005—2009)
- «Кейс» (2006—2013)
- «Разворот» и «Утренний разворот» (2007—2014)
- «Клинч» (2007—2008)
- «Ганапольское» (2013—2022)
- «Що там у них» (2017—2022)
- «Перехват»
- «Реплика»
- «Я — Ганапольский»

В ночь с 31 мая на 1 июня 2014 года в рамках программы «Один» провёл эфир на украинском языке.

### Радио Вести (2014—2015)
- «Утро с Матвеем Ганапольским»
- «На пике событий»
- «Едоки»
- «Счастье есть»

### Радио Эра.фм (2016—2018)
- «Утро с Матвеем Ганапольским»

### Радио Пятница (2018)
- «Моя хата не з краю»

## Творчество
Книги на русском языке:
- 2008 — «Кисло-сладкая журналистика» ISBN 5-94663-714-2[30]
- 2009 — «Правосудие для дураков, или Самые невероятные судебные иски и решения» ISBN 978-5-17-060707-5
- 2010 — «Чёрная рука и пирамида Хеопса» ISBN 978-5-17-068407-6
- 2011 — «Чао, Италия» ISBN 978-5-17-072916-6[31]
- 2011 — «Смайлики» ISBN 978-5-94663-754-1
- 2012 — «Улыбайлики. Жизнеутверждающая книга прожжённого циника» ISBN 978-5-271-41495-4[32]
- 2012 — «Чёрная Рука и тайна Эйфелевой башни» ISBN 978-5-271-43397-9
- 2013 — «Лучший учебник журналистики. Кисло-сладкая книга о деньгах, тщеславии и президенте» ISBN 978-5-271-36630-7[33]
- 2013 — «Путин будет царём» ISBN 978-5-4438-0269-5

На украинском языке пишет фантастические произведения («Приготовление Вахруста», «Придёт серенький волчок…»).

### Фильмография
| Год  |    | Название                    | Роль                             |
| ---- | -- | --------------------------- | -------------------------------- |
| 2001 | ф  | «С точки зрения ангела»     | сотрудник КГБ                    |
| 2004 | мф | «Незнайка и Баррабасс»      | авиатор Вольфганг (озвучивание)  |
| 2006 | ф  | «9 месяцев»                 | доктор                           |
| 2006 | ф  | «Сыщики» (5 сезон, 3 серия) | Троекуров (ведущий телеигры 6/6) |

## Премии и награды
- Премия Международной конфедерации журналистских союзов (1995)
- Премия «Золотой Овен» (1997)
- «ТЭФИ» за программу «Детектив-шоу» (дважды финалист; 2001, 2002)
- «Телегранд» (2004)
- Премия Федерации еврейских общин России «Человек года» (2009)
- Премия Москвы[35]